# 하플로미트리움강
하플로미트리움강(Haplomitriopsida)은 최근에 인정된 우산이끼류 강으로 3개 속에 15종을 포함하고 있다.

## 하위 분류
하플로미트리움강은 2개 목으로 구성되어 있으며, 각각 1개의 과를 지니고 있다. 모두 3개 속에 15종이 있다. 4번째 속은 페름기 화석으로 알려져 있는 게셀라속(Gessella)이다. 하위 분류는 아래와 같다.
- 하플로미트리움목 (Haplomitriales)
  - 하플로미트리움과 (Haplomitriaceae)
    - † 게셀라속 (Gessella)
    - 하플로미트리움속 (Haplomitrium) - 10종
- 트레우비아목 (Treubiales)
  - 트레우비아과 (Treubiaceae)
    - 아포트레우비아속 (Apotreubia) - 2종
    - 트레우비아속 (Treubia) - 6종

## 계통 분류
다음은 2006년 포레스트(Forrest) 등의 연구에 기초한 우산이끼류의 계통 분류이다.

|  | 하플로미트리움목 |
|  |                  |
|  | 트레우비아목     |
|  |                  |

|  | 엷은잎우산대이끼목                                                |
|  |                                                                   |
|  | \| \| 스파이로카르포스목 \| \| \| \| \| \| 우산이끼목 \| \| \| \| |
|  |                                                                   |
|  | 스파이로카르포스목                                                |
|  |                                                                   |
|  | 우산이끼목                                                        |
|  |                                                                   |

|  | 스파이로카르포스목 |
|  |                    |
|  | 우산이끼목         |
|  |                    |

|  | 엷은잎우산대이끼목                                                |
|  |                                                                   |
|  | \| \| 스파이로카르포스목 \| \| \| \| \| \| 우산이끼목 \| \| \| \| |
|  |                                                                   |
|  | 스파이로카르포스목                                                |
|  |                                                                   |
|  | 우산이끼목                                                        |
|  |                                                                   |

|  | 스파이로카르포스목 |
|  |                    |
|  | 우산이끼목         |
|  |                    |

|  | 하플로미트리움목 |
|  |                  |
|  | 트레우비아목     |
|  |                  |

|  | 엷은잎우산대이끼목                                                |
|  |                                                                   |
|  | \| \| 스파이로카르포스목 \| \| \| \| \| \| 우산이끼목 \| \| \| \| |
|  |                                                                   |
|  | 스파이로카르포스목                                                |
|  |                                                                   |
|  | 우산이끼목                                                        |
|  |                                                                   |

|  | 스파이로카르포스목 |
|  |                    |
|  | 우산이끼목         |
|  |                    |

|  | 엷은잎우산대이끼목                                                |
|  |                                                                   |
|  | \| \| 스파이로카르포스목 \| \| \| \| \| \| 우산이끼목 \| \| \| \| |
|  |                                                                   |
|  | 스파이로카르포스목                                                |
|  |                                                                   |
|  | 우산이끼목                                                        |
|  |                                                                   |

|  | 스파이로카르포스목 |
|  |                    |
|  | 우산이끼목         |
|  |                    |